# Аксуат (Костанайская область)
Аксуат (каз. Ақсуат) — село в Мендыкаринском районе Костанайской области Казахстана. Находится у автодороги А-21 на берегу озера Алаколь. Входит в состав Сосновского сельского округа. До 2019 года входило в состав упразднённого Каменскуральского сельского округа. Код КАТО — 395645300.
В радиусе 1 км к северу находятся озёра Тузколь, Байгун, Лайынды, Карасор.

## Население
В 1999 году население села составляло 275 человек (139 мужчин и 136 женщин). По данным переписи 2009 года, в селе проживало 217 человек (108 мужчин и 109 женщин). По данным переписи 2021 года, в селе проживали 94 человека (53 мужчины и 41 женщина).